# سربهی (دهانه)
سربهی یک دهانه برخوردی در ماه‌ است.